# Ingunda (manželka Chlothara I.)
Ingunda (499? Durynsko – 546?) byla durynská princezna, dcera Badericha, krále Durynků (ca 480 – ca 529), manželkou Chlothara I. a královnou Franků. Další Chlotharova manželka Aregunda byla její sestrou. Syny Ingundy byli franští panovníci Charibert I., Guntram a Sigibert I.